# Simex

## ARTA DE A FACE MOBILA
.
Nascut in cea mai prolifica zona a mobilei din Romania – regiunea de Nord-Vest, SIMEX a devenit deja un brand consacrat, cu sediul central in orasul Simleu Silvaniei, situat in inima Transilvaniei, care a devenit un loc insemnat pe harta nationala si internationala a industriei de mobila.

## CE REPREZINTA AZI SIMEX
Mai mult decat o fabrica de mobila, SIMEX este in primul rand o dorinta, dorinta de a satisface gustul pentru frumos, o delectare, adica eleganta, echilibru, rafinament, Simex insemnand mobila arta sau arta de a face mobila. SIMEX mai inseamna natura vie – omul si natura, lemnul si caldura lui. SIMEX este o adevarata tentatie, tentatia de a te face sa te simti în propria ta casa ca un adevarat rege. In sfarsit, SIMEX reprezinta provocarea de a concura cu cei mai buni, este o ambitie, ambitia de a fi cel mai bun.

## FABRICA DE MOBILA SIMEX
Compania SIMEX este constituita din 4 fabrici de mobila care functioneaza fara intrerupere din anul 1950. Avem 920 de angajati, ateliere proprii de creatie cu designeri specializati, utilaje performante si cei mai buni profesionisti in arta prelucrarii lemnului. Detinem o larga retea de distributie in Romania, Europa, Rusia, Kazahstan, Uzbekistan si Ucraina. Traditia unica a mestesugului de mobila romaneasca SIMEX se transmite din generatie in generatie de peste un secol.
Sub brandul arhicunoscut <<Stil,Confort, Durabilitate – Mobila Romaneasca SIMEX>> producem o gama larga de mobilier: dormitoare, camera de zi, sufragerii, biblioteci, birouri, scaune, mese, comode TV, fotolii, canapele, mobila tapitata, mobile pentru copii, toate tipurile de mobilier mic si mare etc. Utilizam cel mai bun lemn din padurile seculare ale Transilvaniei. Precizam ca producem mobilier pentru hoteluri din care de asemenea oferim un asortiment bogat. Mobila reprezinta design-ul nostru insa producem si mobila personalizata la comanda clientului.
Imbinand utilul cu placutul, functionalitatea cu design-ul, mobila face parte din intimitatea omului, iar SIMEX a inteles dintotdeauna acest lucru.

## PRODUCATOR DE MOBILA DIN LEMN MASIV
Exportam mobila in Federatia Rusa, Ucraina, Kazahstan, Belarus, Uzbekistan, Turkmenistan, Georgia, Azerbaidjan, Armenia, Tarile Baltice si in toate republicile din ex-URSS unde nu degeaba se spune ca fiecare copil sovietic a fost «conceput» intr-un pat cu eticheta «Made in Romania». De asemenea, exportam mobila in: Anglia, Germania, Olanda, Belgia, Danemarca, Austria, Franta, Bulgaria, Ungaria, Cehia, Slovacia, Arabia Saudita. Mobila romaneasca este cunoscuta in Europa, de mai mult de 300 de ani, este frumoasa, naturala, ecologica, rezistenta, «fara varsta» si nobila. Mobila SIMEX impodobeste unele interioare de la Kremlin, Sankt Petersburg, Palatul Prezidential din Turkmenistan, Palatul Parlamentului din Romania, Castelul Peles si diferite castele si institutii celebre din Europa.
La inceputul anilor ’90, SIMEX are o traditie lunga (de peste 8 ani) ca producator si exportator de mobila destinata exclusiv pietei germane. Luand în considerare traditia mobilei romanesti, din anii ’60, ’70, ’80 pe piata estica: Rusia, si fostele republici URSS, producatorul de mobila SIMEX si-a reorientat gama sortimentala de mobilier destinata spre piata estica.
Specializata in mobilier de arta, masiv, elegant, respectand stilurile arhitectonice clasice, punand pe primul plan calitatea si dezvoltandu-si in permanenta paleta, SIMEX a devenit cel mai important producator de mobila romaneasca pe piata din Estul Europei, fiind un brand deja binecunoscut.
Vanzarile se fac atat prin colaboratori cat si prin magazinele proprii. La ora actuala avem o larga retea de distributie in Romania, Europa, Rusia, Kazahstan, Uzbekistan si Ucraina.
Creativitatea si inalta calificare a designerilor SIMEX si de asemenea colaborarea cu o multime de companii de profil din Vestul Europei cu experienta in producerea de mobila si marketing ne-au ajutat sa cream modele originale care satisfac gusturile si cerintele a unei game largi de clienti dintre cele mai sofisticate.
Sustenabilitatea produsului reprezinta una dintre valorile noastre statutare, mobila SIMEX are un coeficient de calitate ridicat: prin procesul de productie la cele mai bune standarde, materia prima, lemnul, se transforma in obiecte de mobilier de arta, a caror valoare inestimabila s-a impus pe piata de profil. Unul dintre cele mai importante criterii dupa care se face analiza CTC a mobilei este rezistenta si calitatea foarte buna materialelor folosite. Termenul de livrare este de la 10 la 30 de zile, acesta poate fi influentat si de volumul comenzii.